# Němčice (ort i Tjeckien, Pardubice, lat 49,89, long 16,34)
Němčice är en ort i Tjeckien.   Den ligger i regionen Pardubice, i den östra delen av landet, 140 km öster om huvudstaden Prag. Němčice ligger 386 meter över havet och antalet invånare är 899.
Terrängen runt Němčice är platt åt sydväst, men åt nordost är den kuperad. Terrängen runt Němčice sluttar västerut. Runt Němčice är det ganska tätbefolkat, med 80 invånare per kvadratkilometer. Närmaste större samhälle är Litomyšl, 3,3 km sydväst om Němčice. Trakten runt Němčice består till största delen av jordbruksmark.